# Pic Coolidge
Der Pic Coolidge ist ein für seine große Höhe von 3774 m relativ leicht erreichbarer Gipfel in den zentralen Dauphiné-Alpen. Gelegen zwischen der im Norden bis 4102 m aufragenden Barre des Écrins und der die Viertausendmetermarke nur knapp verfehlenden Ailefroide im Süden, ist der Pic Coolidge ein signifikanter Aussichtsberg.

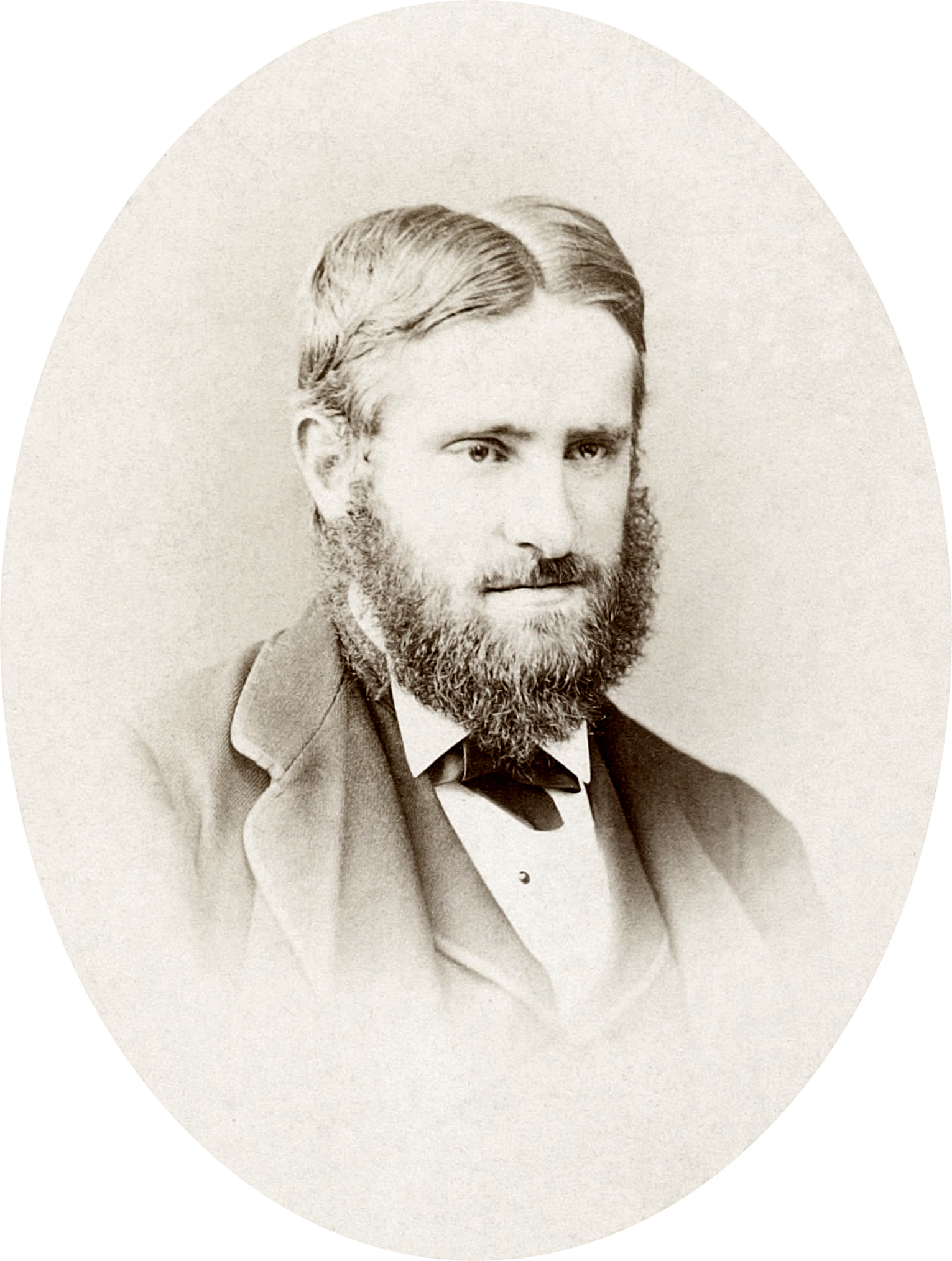
W. A. B. Coolidge

Obwohl bergsteigerisch relativ einfach, führen die Anmarschwege zum Pic Coolidge über Gletscher und erfordern somit Eiserfahrung (Spaltensturzgefahr!). Der Aufstieg erfolgt über den Südgrat vom Col de la Temple (3322 m). Der Col kann von La Bérarde (1740 m) im Zentrum des Écrins-Massivs über das Chalet-hôtel du Carrelet (1908 m) und das Refuge Temple Écrins (2410 m) erreicht werden. Vom Weiler Ailefroide (1506 m) im östlich gelegenen Vallouise wird die Höhe des Col de la Temple über den schuttbedeckten Glacier Noir (deutsch: schwarzer Gletscher) erreicht.
Der Pic Coolidge trägt seinen Namen in Erinnerung an den Erstbesteiger W. A. B. Coolidge, der den Berg am 14. Juli 1877 mit seinem Grindelwalder Freund und Führer Christian Almer und dessen Sohn Ulrich bestieg.